# František Daniel Merth
František Daniel Merth (18. října 1915, Jindřichův Hradec – 11. dubna 1995, Strašín) byl český básník a katolický kněz.

## Život

### Dětství a mládí

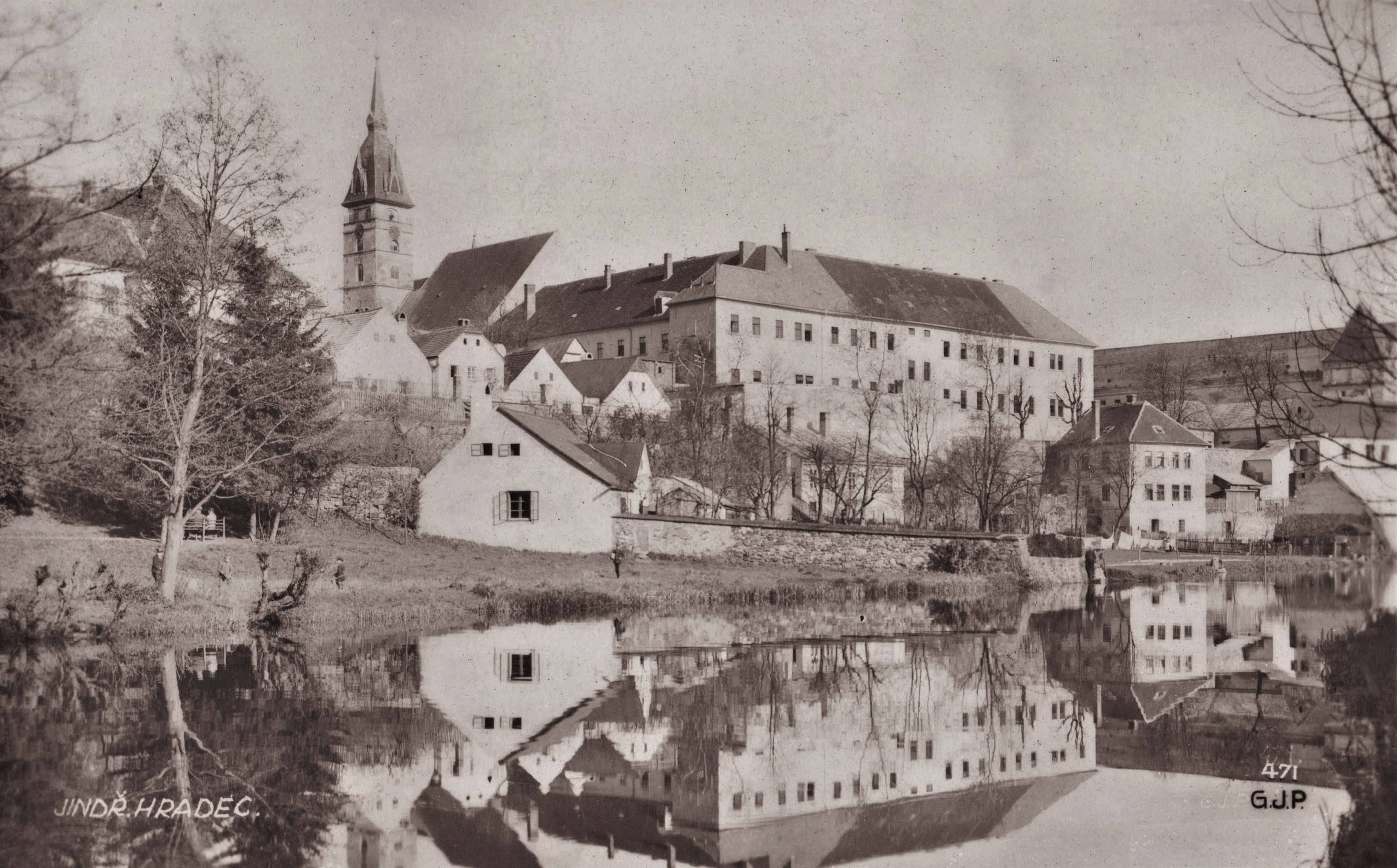
V popředí Merthův rodný dům v Jindřichově Hradci (dobová pohlednice)

František Daniel Merth se narodil 18. 10. 1915 v Jindřichově Hradci, v domku na břehu řeky Nežárky (IV–114). Jeho otec Josef Merth pracoval jako klempíř, matka Marie Merthová byla zaměstnána jako dělnice v Singerově továrně na výrobu pleteného zboží.  Na počátku 30. let oba svého původního zaměstnání zanechali a zařídili si v Jindřichově Hradci malý obchod s ovocem, zeleninou a drobným zbožím. Merthovi rodiče byli hluboce věřící katolíci, nebylo proto překvapením, když jeho starší bratr Karel (1912 – 1984) po maturitě v roce 1932 nastoupil ke studiu bohosloví do Arcibiskupského semináře v Praze. Vztah Františka Mertha k náboženské víře byl značně rezervovanější a dlouho nejspíš jen formální. Teprve když po absolvování jindřichohradeckého gymnázia v roce 1934 odešel studovat češtinu a francouzštinu na Filozofickou fakultu Masarykovy univerzity v Brně, prožil uprostřed hluboké osobní krize, která ho zde zastihla, vnitřní náboženskou konverzi. Celoživotní oporou se mu v té době stal Zdeněk Kalista, docent historie na pražské filozofické fakultě, s nímž se seznámil prostřednictvím své vášně pro psaní poezie. Dramatické osobní události nakonec Mertha na podzim 1937 přivedly až k přestupu do kněžského semináře v Českých Budějovicích.

### Do roku 1948

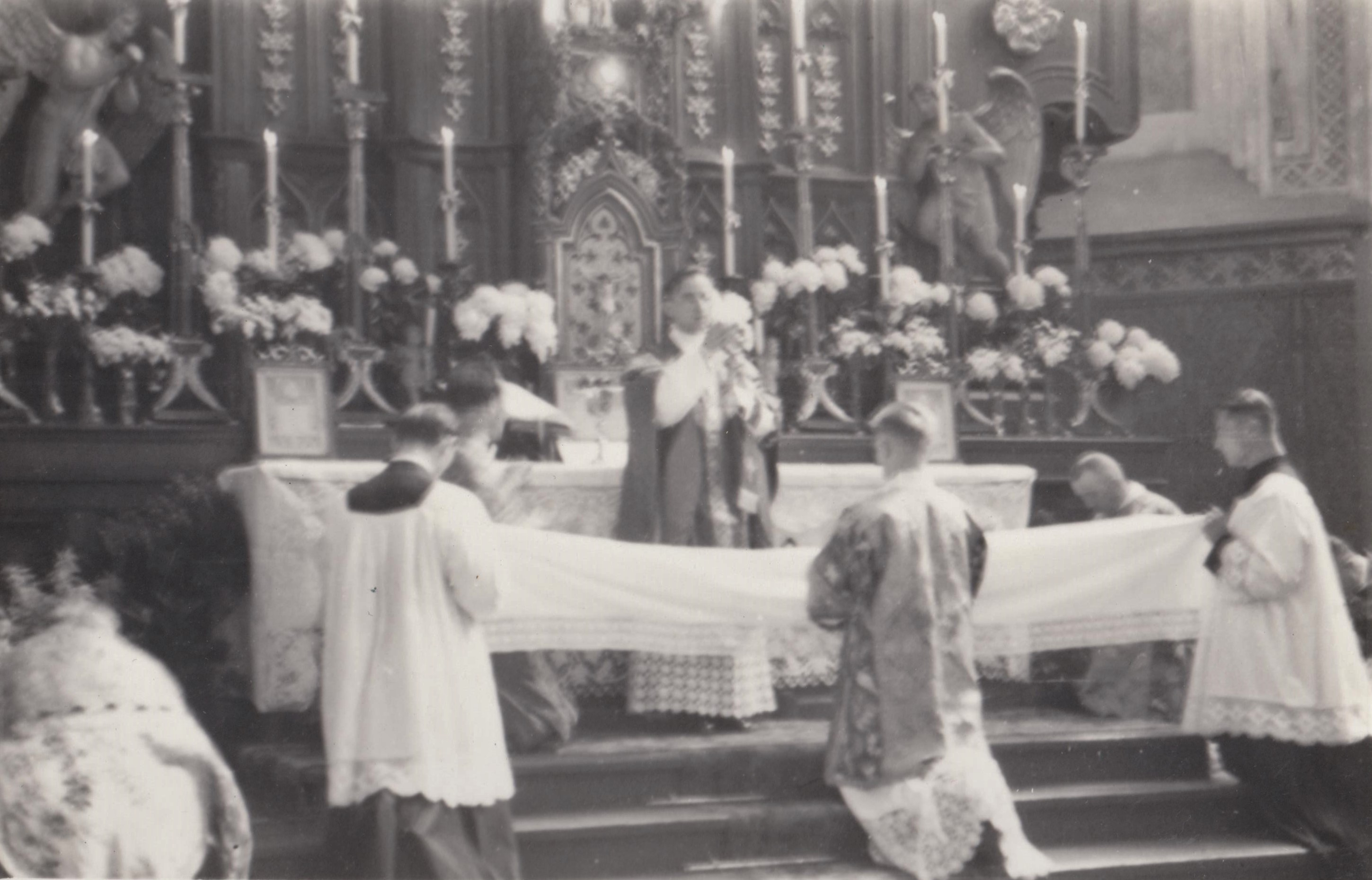
Merthova primiční mše svatá (soukr. archiv)

Už během teologického studia kolem sebe charizmatický Merth vytvářel duchovní kroužky a skupiny, v nichž vystupoval jako přirozený rádce a pomocník. Hned od svého vysvěcení v roce 1942 se pak stal respektovaným knězem českobudějovické diecéze, který mezi ostatními vynikal jako zpovědník a exercitátor, ale též i jako homiletik (po válce byl členem redakční rady homiletického časopisu Logos). Své kněžské působení započal v Pelhřimově, kam vprostřed válečných let nastoupil za děkana Františka Bernarda Vaňka, zatčeného gestapem a deportovaného do koncentračního tábora Dachau. V roce 1944  byl ale převeden do Českých Budějovic, aby zde sloužil v kostele sv. Jana Křtitele a sv. Prokopa na Starém Městě. Jeho melancholická, uzavřená a samotářská povaha jej sice nepředurčovala pro výkon administrativně-správních a organizačních funkcí, přesto se v nelehkém období roku 1948 stal administrátorem českobudějovického děkanského úřadu. Krátce předtím biskup Josef Hlouch suspendoval kněze Josefa Plojhara kvůli jeho politické kolaboraci s poúnorovým komunistickým režimem, čímž došlo k definitivní roztržce mezi státní mocí a českou katolickou církví. Merthovo zatčení 30. 9. 1948 však s jeho církevní příslušností prakticky nesouviselo. Bylo důsledkem neopatrného kontaktu se dvěma mladíky, kteří se velmi naivním způsobem pokoušeli zapojit do odboje a od Mertha si z děkanství zapůjčili rozmnožovací stroj na výrobu protirežimních letáků. Kauza patřila mezi desítky podobných, k nimž došlo ještě před systematickou likvidací církve, již nyní se jimi ale na ni vytvářel politický tlak, neboť před veřejnosti byly umně využívány k její diskreditaci. Jen málokterý z těchto případů přesahoval svým významem hranice daného regionu, ale u Mertha – s ohledem na kolaborantskou postavu Plojharovu – získala celá záležitost rozměr, který si alespoň regionální komunistická propaganda nemohla nechat ujít: A kaplan Merth? Je žhavou připomínkou, abychom bedlivě sledovali všechny kolem sebe. Zatímco ministr P. Plojhar obětavě pracuje pro lidovou demokracii, zatímco desítky a stovky kněží našly svůj nejkladnější poměr k republice a jejímu zřízení, vyřazují se někteří z národa. Merth je jedním z nich. A zatímco katolická církev útočí proti Plojharovi za to, že přijal ministerský úřad, zatímco se jej zříká, neslyšeli jsme ještě ani jednou o tom, že by se zřekla těch, kdož zradili národ a jeho pracující lid.

### Vězení
Hlavní přelíčení proběhlo 19. 11. 1948 u krajského soudu v Českých Budějovicích. Merth byl odsouzen k pětiletému trestu odnětí svobody, přičemž až do dubna 1949 zůstal v českobudějovické vazební věznici. Na tu po celý život vzpomínal jako na vůbec nejhorší etapu svého martyria: No nikdy nezapomenu na první měsíce samotky ve vězení od 30. 9. 1948, daleko daleko těžší, než celý pobyt potom v pracovních táborech jáchymovských: stále nemohu pochopit tu neurvalou zlobu vytáhnout kněze ze zpovědnice, přeházet mu byt a vsadit do chloru samotky věznice. Dobu stálého růžence a stálého pláče až do 11. února 1949, kdy oknem jsem slyšel lurdskou píseň, kterou zpívali (ven jsem neviděl) lidé u kamenné sochy Panny Marie před budovou soudu. Byla to pro mne odpověď a také konec pláče. (Motiv chloru  prochází Merthovou poezií jako jeden ze symbolů destruktivity věznění.)

Po zatčení v roce 1948 (foto z vyšetřovacího spisu)

V dubnu 1949 byl Merth z krajské vazební věznice odeslán do věznice na Borech, odkud byl po několika dnech dále předán k útvaru borské věznice u Dolního Jiřetína, aby tu pracoval jako horník mosteckých uhelných dolů. Zdejší podmínky poskytovaly vězňům poměrně volný režim a i Merthovy vzpomínky na tuto část trestu byly vždy značně smířlivé.  Na konci ledna roku 1950 byl převeden z Borů do věznice v Litoměřicích a zde zařazen k pracovnímu útvaru litoměřické věznice, který se nacházel v Libkovicích. Panoval tu již podstatně přísnější pořádek, ale stále ještě nijak zvlášť drastický. Pracovně se přesunutím k libkovickému útvaru pro Mertha vlastně nic nezměnilo, neboť nadále fáral na stejných dolech (zcela jistě důl Pluto, kromě toho snad ještě Centrum a Kohinoor II).

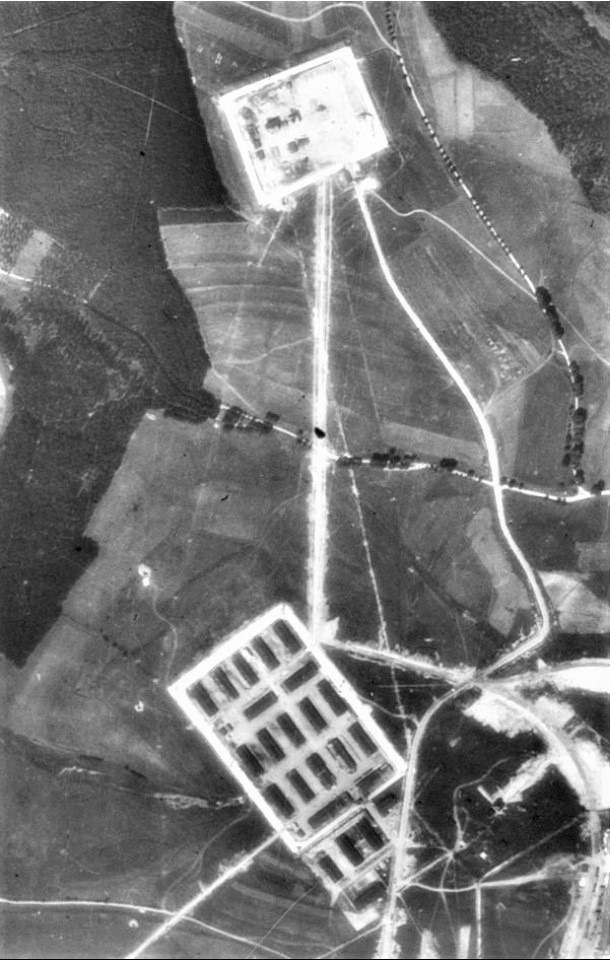
Letecký dobový snímek tábora XII a šachty 14 (archiv města Horní Slavkov)

Konec snesitelného období výkonu trestu se přiblížil v srpnu 1951, kdy se Merthovo jméno spolu s dalšími tisíci jinými objevilo na seznamu vězňů určených pro tzv. akci „Ostrov“. Na jeho základě byl Merth 27. listopadu 1951 převezen z Borů nejprve do věznice v Ostrově u Karlových Varů a následně umístěn do „uranového“ pracovního tábora XII u Horního Slavkova. Ocitl se zde ve chvíli, kdy začínala vůbec nejkrutější etapa z celého období existence komunistických pracovně-nápravných táborů v Československu. Navíc právě v táboře XII došlo jen několik málo týdnů před Merthovým příjezdem, přesněji 15. října 1951, k nezdařenému hromadnému útěku a následky dolehly tvrdě i na ostatní vězně, kteří museli čelit zuřivému vzteku dozorců. Z dostupných materiálů se zdá být pravděpodobné, že Merth během svého pobytu v táboře XII nepracoval přímo na těžbě uranu (nebo pouze krátce), ale že byl přidělen ke stavební četě.
V pracovních táborech se kolem Mertha – podobně jako tomu bylo už na svobodě – vždy přirozeně utvářela skupina spoluvězňů, kterým sloužil jako kněz a duchovní rádce. Jedním z nich byl Josef Jelínek, mladý skaut, který s ním pak shodou okolností procházel celou cestou po dalších vězeňských útvarech a který později o Merthovi v pracovních táborech vydal cenné písemné svědectví. Z hornoslavkovského tábora XII je potom zaznamenán Merthův úzký vztah ke skautské družině Teplička: Naše družina nebyla nijak uzavřenou společností. Vyhledávali jsme dobré a zajímavé lidi, zvali je mezi nás, někteří přišli sami. Lálík nás seznámil s Paterem Merthem, který se stal duchovním rádcem družiny a opravdovým bratrem každého z nás. Jistě nikdo z nás nezapomene na rozmluvy s ním, kdy nám přibližoval Boha, ale ani na ty, ve kterých velice moudře mluvil o nejrůznějších otázkách světského života. Děkuji Ti, Pater, za všechny ty chvíle, které jsme s Tebou prožili, za to všechno, co jsi nám dal. Promiň prosím, že nenalézám dost vhodná slova, kterými bych vyjádřil, čím jsi nám byl, co všechno jsi nám poskytoval a jak jsme Ti za to vděčni.

### V letech po propuštění
Na svobodu byl Merth propuštěn 30. 9. 1953. Po měsíci stráveném v rodném Jindřichově Hradci odešel nejprve na brigádu do rudných dolů v příbramských Březových Horách. Kvůli nutnosti péče o stárnoucí matku (otec zemřel během Merthova pobytu ve vězení v říjnu 1950, matka v únoru 1963) se po roce vrátil zpět do Jindřichova Hradce a zde pak dlouhé roky pracoval jako dělník v továrně na výrobu leteckých brýlí. Svému duchovenskému povolání se mohl věnovat pouze ilegálně, s drobnou výjimkou v Příbrami, kde mu bylo alespoň dovoleno sloužit u vedlejšího oltáře na Svaté Hoře osobní mše. Ačkoli jeho vlastní životní situace nebyla po propuštění nijak záviděníhodná, šířil mezi lidmi sobě blízkými útěchu a povzbuzení. Pokud to nebylo možné v přímém osobním styku, činil tak alespoň prostřednictvím písemné korespondence. V nejstarším dochovaném dopise z období po propuštění z vězení (22. 10. 1953) píše jedné ze svých známých: Já bych Tě chtěl jen poprosit, protože ještě není konec, abys vytrvala, naopak ani jednu hodnotu duchovní neodbyla. Jedná se o smír a nikdo nemůže ještě odpočívat. Abychom se naučili chápati víru jako výčitku, která zraňuje náš každý den, každý čin (pak nebudeme mechaničtí), jako průvodkyni odkrývající naší bídy (pak nebudeme bez touhy po Bohu), jako průvodkyni tlaku mít rád někoho, kdo vypadá dle její nauky (pak nebudeme bez Krista!). Budu nyní v Příbrami jako horník, budeš-li něco potřebovat, jen beze všeho napiš. Chtěl jsem Ti těmito několika řádky jen říci, že o Tobě vím, modlím se, jako jsem se vždy modlil za Tebe, zůstávám Ti tak blízký jako před 5 lety.

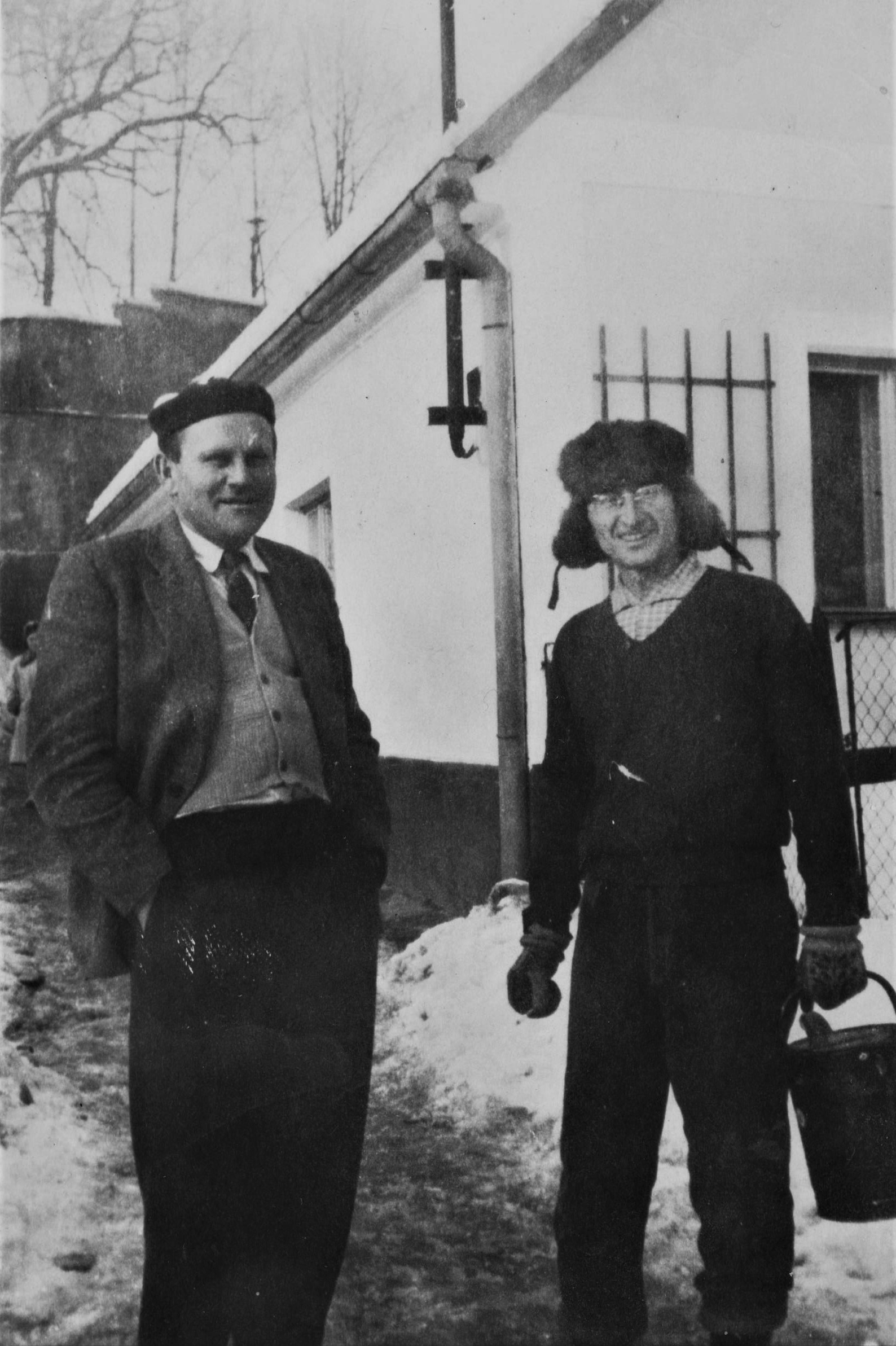
Se sousedem v Jindřichově Hradci, 50.–60. léta (soukr. archiv)

Snad ještě více než Merthova vlastní slova ilustrují účinek jeho působení vděčná vyjádření těch, k nimž bylo směřováno. Několik takových vzkazů Merthovi se dochovalo ve vězeňské korespondenci Vojtěchy Hasmandové, později generální představené řádu boromejek. Ta v dopise ze 7. 7. 1954 píše z pardubické věznice: Danieli drahý, tolikrát jsem četla Tvé řádky a žiji z nich. Vím, kolik znamenají, když při své těžké a nebezpečné práci hornické ještě máš čas pro mne, abys potěšil, posílil. Jsem Ti vděčna, že zalíváš tam, kde nepršívá. Chtěla bych, aby Ti má modlitba byla kahanem při práci v hlubinách. (Symbol kahanu právě ve smyslu tohoto vzkazu se Merthovi stane nosným při pozdější reflexi vlastní poezie z tohoto období; viz názvy souborů Kahan z Gabbathy či Kahany.)

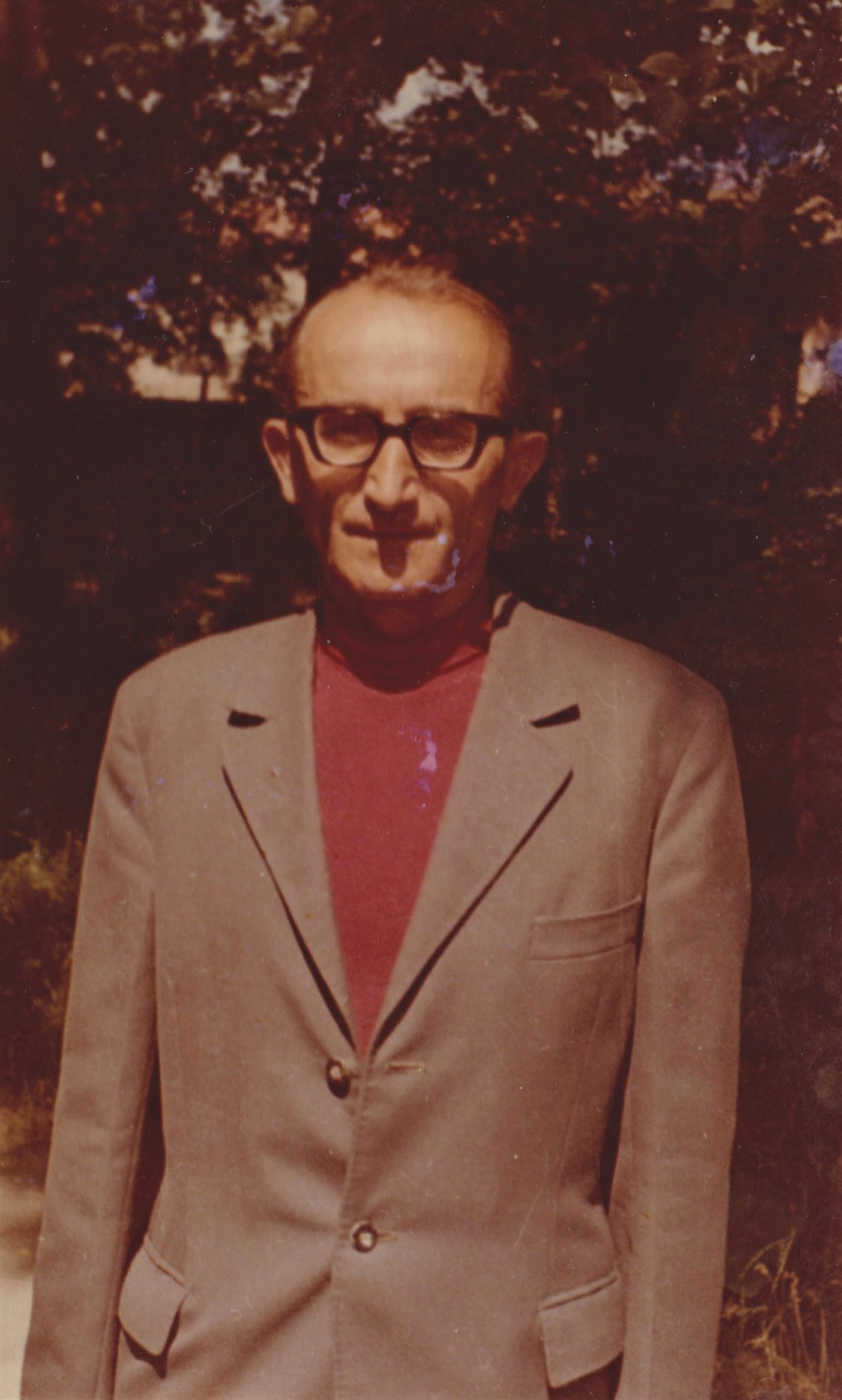
Na přelomu 60. a 70. let (soukr. archiv)

Merth vždy vystupoval jako věrný kněz internovaného biskupa Josefa Hloucha. S velkou odhodlaností například šířil Hlouchovo přání, aby se uchazeči o kněžství vyhýbali studiu v litoměřickém semináři. V roce 1958 se ovšem jeho postavení značně zkomplikovalo, když státní bezpečnost po letech sledování zakročila proti ilegální činnosti laického řeholního řádu urbanek, s nimiž byl v aktivním kontaktu a které byly i jeho důležitou komunikační spojnicí s internovaným Hlouchem. Do jiných potíží se téhož roku dostal i kvůli prozrazení, že tajně dojíždí sloužit mše do Deštné u Jindřichova Hradce. Izolace, v níž se náhle ocitl, byla o to větší, že v nemilost upadl i u jindřichohradeckých duchovních správců, probošta Františka Friedla a kaplana Františka Kašíka. Ti mu, do jisté míry oprávněně, vyčítali neopatrnost, kterou nebyl u výslechů schopen ustát, a která proto značně ohrožovala jeho okolí. Pod kontrolu komunistické státní moci měl situaci v Jindřichově Hradci dostat nový administrátor proboštství Josef Kavale, ambiciózní kněz, který se jen krátce před tím, než v srpnu 1959 do svého úřadu nastoupil, zavázal ke spolupráci se státní bezpečností. Lidsky to bylo pro Mertha o to složitější, že Kavale byl nejen organizačně značně schopný, ale na rozdíl od svých předchůdců jako kněz také přesvědčivý pro věřící laiky, takže do církevně-náboženského života ve městě přinesl okamžité oživení. To s povděkem přijímali i ti, kteří do té doby svěřovali své osobní i rodinné duchovní potřeby raději tajně Merthovi.
Ke spolupráci se státní bezpečnosti v lednu 1962 sice formálně zavázal i sám Merth, v jeho případě však šlo o výsledek několikaletého systematického nátlaku. Ještě téhož roku došlo za nejasných okolností k vyzrazení – vzhledem k Merthovu nijak neskrývanému pohrdání vším režimním možná i úmyslnému – a státní bezpečnost byla nucena celou záležitost ukončit. Přesto ale tváří v tvář své lidské slabosti Merthovi nezbylo, než aby nezvládnuté výslechy i ponižující podpis spolupráce  přijal jako pády na křížové cestě svého života, jak si o nich četl i z Romana Guardiniho: Kříž jest pro něho příliš těžký, břímě přesahuje jeho síly.
Pozitivní obrat v Merthově osudu nastal až v roce 1967. Poté, co přišel v továrně o část prstu na levé ruce, získal místo vychovatele v ústavu pro mentálně postiženou mládež v Černovicích u Tábora. V novém zaměstnání byl konečně natolik spokojený, že po návratu biskupa Hloucha z internace v červnu 1968 ani nevyužil možnosti vrátit se do plné duchovenské služby. Pouze jako výpomocný duchovní dojížděl  o víkendech na Staré Město v Českých Budějovicích, kde v kostele sv. Jana Křtitele a sv. Prokopa navázal na své předchozí působení z doby před zatčením. Na konci 60. let se také zdálo, že by konečně mohl dosáhnout i vytouženého literárního uznání, avšak příchod okupačních vojsk Varšavské smlouvy v srpnu 1968 a následná normalizace učinily všemu rázný konec. Začátkem roku 1970 se poměry v černovickém ústavu natolik zhoršily, že si o státní souhlas k plnému výkonu kněžské služby raději přece jen zažádal. Bylo mu sice vyhověno, ovšem záludným způsobem, neboť se mu novým domovem měl stát stranou veškerého společenského života nacházející se Strašín u Sušice.

### Strašín

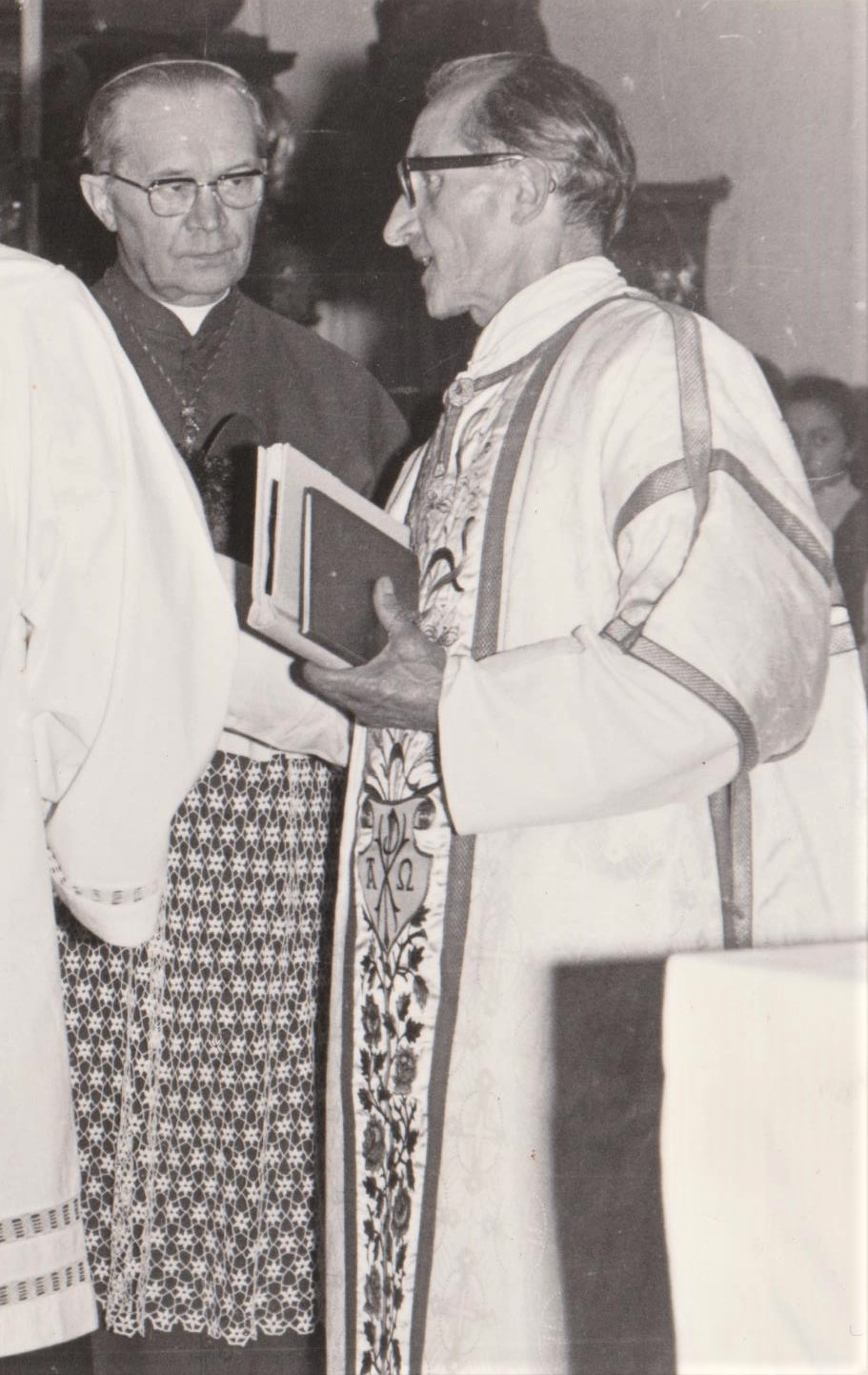
S biskupem Hlouchem na Strašíně, 1971 (soukr. archiv)

Navzdory úvodním obavám Merth nakonec příchod na zchátralou faru v odlehlém Strašíně v srpnu 1970 přijal jako příležitost k osvobození se od vnějších společenských tlaků, které úzkostlivě prožíval po celý dosavadní život. V jednom ze svých dopisů k tomu 8. 3. 1971 napsal: Teprve nyní chápu, co je to svoboda u člověka a co je to za krásu mít dlouhé večery v tichu a samotě, kdy praská v kamnech a meluzina je v komíně a pomalu číst, tak pomalu, že člověk jako by se bál, aby četba neubývala, přemýšlet o tom, co autor píše, nahlas se s ním hádat nebo ho chválit nebo se nahlas smát! Všechno je tu jako by volnější, pomalejší, dost času na všechno - a to je přece dnes luxus, ne? Ve své strašínské zapadlosti Merth například neměl nejmenší tušení, že ho od smrti biskupa Hloucha v červnu 1972 vedla státní bezpečnost v podezření, že je již od roku 1948 tajně vysvěceným Hlouchovým nástupcem. (Tuto mylnou domněnku podporovala skutečnost, že 17. 5. 1972, necelý měsíc před Hlouchovým úmrtím, jmenoval papež Pavel VI. Mertha kaplanem Jeho Svatosti /titul Monsignore/). Se zákeřností v podobě zákazu sloužit mše „doma“ v Jindřichově Hradci se časem smířil tak, že do svého rodného města přestal jezdit. Jedinou vskutku tíživou připomínkou politické nesvobody tak pro něho osobně nakonec zůstala nemožnost literárního publikování, jehož ovšem bylo i v dobách svobodnějších velmi poskrovnu.
Čtvrtstoletí života na Strašíně prožil Merth velmi samotářsky. Z několika mála hostů, kteří sem pravidelněji přijížděli na vícedenní návštěvy, stojí za to připomenout týnského faráře Jiřího Reinsberga či básníka Ivana Slavíka, většina známých a přátel ale zavítala jen jednou za čas na krátké setkání. Příjemným narušitelem jednotvárnosti samotářského přebývání tak pro Mertha bylo především vedení exercicií, jež byly několikrát do roka prakticky jediným důvodem, aby na více dní ze svého nového domova někam vycestoval (Železná Ruda, Litoměřice, Olomouc, Osek u Duchcova...). Značnou část své energie vrhl v prvních letech strašínského života do stavební rekonstrukce zdejšího kostela a fary. Specifickým znamením jeho pobytu na Strašíně se ještě na dlouhou dobu po jeho smrti stala samorostová výzdoba, z níž se svým významem vymyká křížová cesta, kterou si v sedmdesátých letech vytvořil na pavlači fary (zrestaurovaná se dnes nachází na schodišti fary ve Vodňanech).

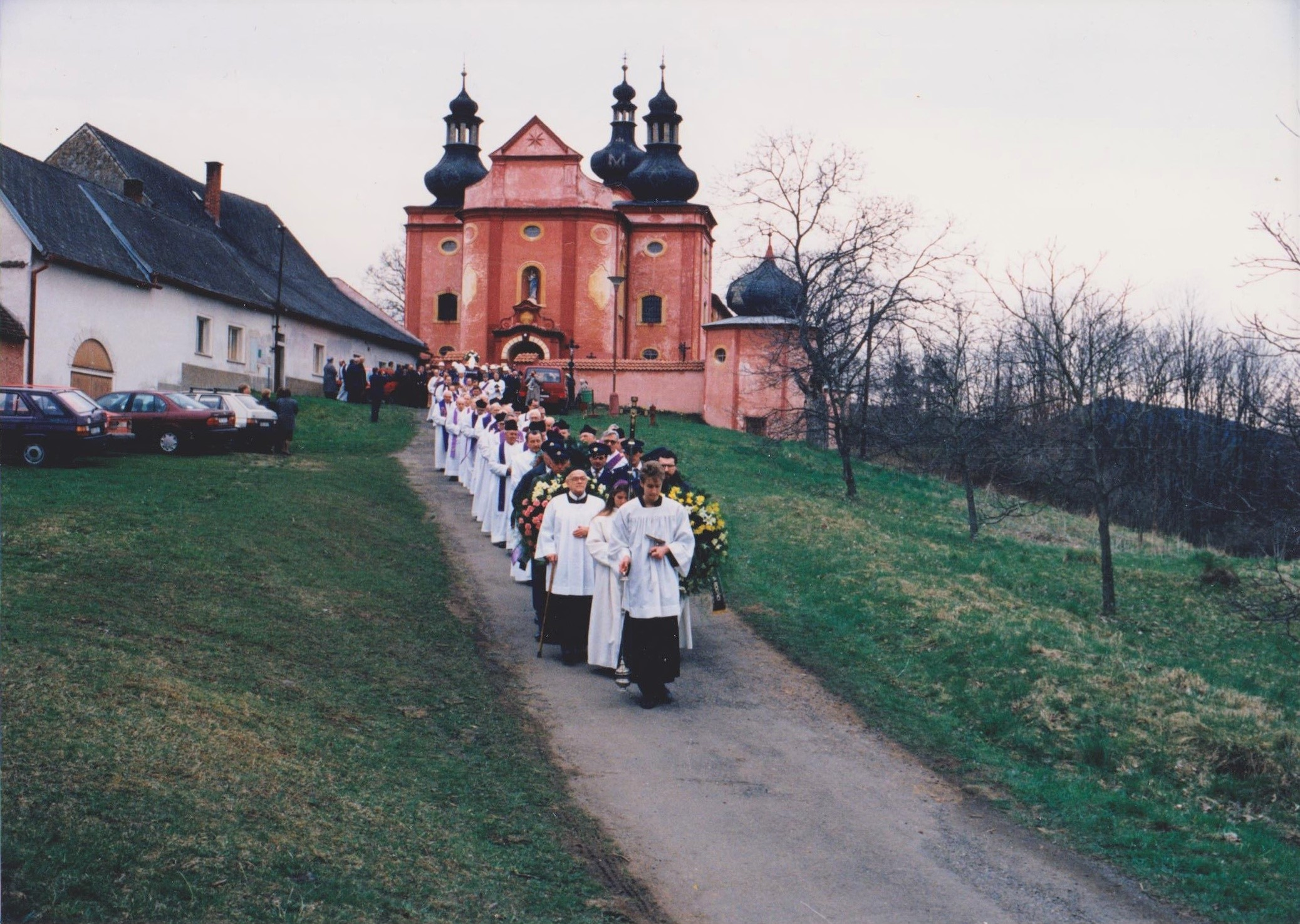
Pohřební průvod ze strašínské fary (soukr. archiv)

Díky tomu, že v 80. letech Merthovi vycházely strašínské básnické sbírky v samizdatové edici KDM, dostalo se mu konečně jakéhosi literárního uznání, i když pouze v omezeném okruhu neoficiální literatury. Publikační svoboda po roce 1989 mu však vytoužený literární ohlas už nepřinesla. Cena Jana Zahradníčka, kterou získal krátce před svou smrtí a která se obligatorně zmiňuje v jeho literárních biografiích, neměla ve skutečnosti podstatnější význam, navíc většina jeho básní zůstávala čtenářské veřejnosti nepřístupná v soukromých tiscích a samizdatových opisech. S porevoluční dobou se těžko sžíval také v jiných ohledech. S hořkostí prožíval, když o Vánocích roku 1990 někdo ukradl ze strašínského kostela, který celých předchozích dvacet let mohl nechávat bez obav otevřený, pozdně gotickou sochu strašínské Madony. Stejně tak se odmítal smířit s tím, jakou roli sehráli někteří oficiální představitelé církve – zvláště v českobudějovické diecézi – v době komunistické vlády, aniž by se to nyní stalo předmětem nějaké hlubší reflexe. Přes rozmanité úvahy o přesídlení na odpočinek do Českých Budějovic zůstal Merth Strašínu nakonec věrný, a tak se mu vlastně vyplnilo přání, které vyslovil už na počátku svého kněžského působení v dopise Zdeňku Kalistovi z 2. 10. 1945: Jsem ponořen také povětšině do hluku prací čistě církevně-právních a matričních, svatby, legitimace, změny jména, rozluky. A funusy! Jen večery nebo chvilky venku na hřbitově sv. Prokopa na Starém Městě mezi stromy, se vracím sám k sobě a cítím plně tu tíži, že ještě musíme čekat. Cítím, jak národ žízní a je v žízni ponechán, ale také tuším, že už dosti trpěl, aby žíznil ještě dlouho. A je ve mně podivný pocit touhy po odchodu na zapadlou faru bez ohledů na všechnu poezii, úplný odchod tam, kde je možno jen čekat na hráz dělící život věčný. Na strašínské faře zemřel František Daniel Merth 11. dubna 1995.

## Dílo

### Básnické dílo

#### Publikované básnické sbírky a skladby
(Sbírky a skladby jsou řazeny podle data prvního vydání, bez ohledu na to, zda se jednalo o vydání oficiální, samizdatové nebo o soukromý tisk. Údaje o případném oficiálním vydání jsou vždy uvedeny dodatečně.)
- Refrigerium (1947, nakl. Typos)
- Nokturny (1966, soukromý tisk)
- Peníz Kallitropé (1967, soukromý tisk)
- Kahany (1969, soukromý tisk)
- Na jihu království (1969, soukromý tisk)
- Orančina píseň (1970, nakl. Růže)
- Ne krví býků (1974; 1980, Rukopisy, ineditní edice KDM; 1992, nakl. Růže)
- Sedm básní (1976; 1980, Rukopisy, ineditní edice KDM; 1994 jako Sedm písní, nakl. Arca Jimfa)
- Malé hóry (1977; 1980, Rukopisy, ineditní edice KDM)
- Strašně lidský hlas (1978; 1980, Rukopisy, ineditní edice KDM)
- Kyrie (1979; 1980, Rukopisy, ineditní edice KDM; 2015, nakl. Měsíc ve dne)
- Sbírání pokladu (1980; 1980, Rukopisy, ineditní edice KDM)
- Matutinum (1981, KDM)
- Zastavení (1984, KDM)
- Zápisy (1988, KDM; 1992, nakl. Blok)
- Zápisy z roku 1988 (1988, KDM)
- Faeton (1989, samizdat)
- Zápisy z roku 1989 (1989, samizdat)
- Dopisy z dolu Pluto (1993, samizdat)
- Listy z diáře (1993, soukromý tisk)
- A zůstává domov (1994, soukromý tisk)
- Malé hóry (1995, soukromý tisk)

#### Publikované básně z pozůstalosti
- Kahan - Původně nepojmenovaný soubor 31 básní z let 1953 až 1955, tedy z doby bezprostředně po Merthově propuštění z komunistického kriminálu, byl objeven v květnu 2016. 14 básní tohoto souboru Merth na konci 60. let vybral do sbírky Kahany, kterou v roce 1969 vydal soukromým tiskem. V roce 2018 vyšel soubor s ilustracemi Romana Brichcína v nakladatelství Měsíc ve dne.

#### Básnické výbory
- Jdou krásné básně kolem mne - Výbor vydalo nakladatelství Měsíc ve dne v roce 2019.

#### Edice souborného díla
- souborné vydání básnických sbírek F. D. Mertha - Dvousvazkovou edici pro nakladatelství Triáda připravili Kristýna Merthová, Václav Toucha a Antonín Petruželka.

### Korespondence
V revue Souvislosti 3/1995 (25) byly pod názvem Takřka před bránou věčnosti publikovány dopisy Zdeňka Kalisty Františku Danielu Merthovi z let 1973 - 1981 a dále pod názvem Jedenáct rozličných dopisů i krátký výbor z Merthových dopisů z let 1991 - 1995.

## Ocenění
- Cena Jana Zahradníčka (1995)